# ثورة الزعفران

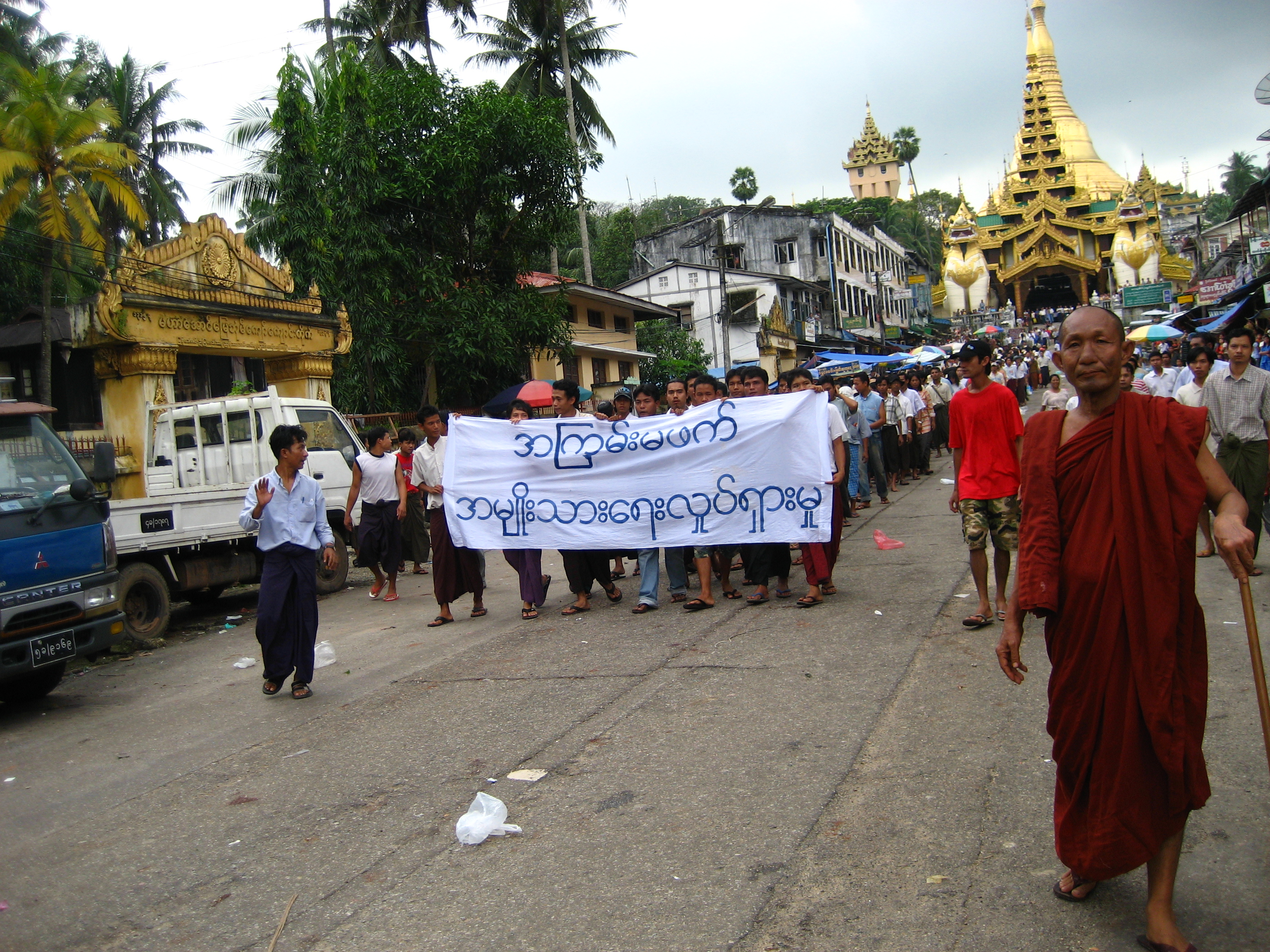
احتجاجات و مظاهرات إقتصادية و سياسية اغسطس و سيبتمر و أكتوبر

كانت ثورة الزعفران سلسلة من الاحتجاجات والمظاهرات الاقتصادية والسياسية التي جرت خلال أغسطس وسبتمبر وأكتوبر من عام 2007 في ميانمار. أُثيرت الاحتجاجات بسبب قرار الحكومة الوطنية العسكرية رفع الدعم عن أسعار بيع المحروقات. تُعد الحكومة الوطنية المورد الوحيد للوقود وأدى إلغاء الدعم عن الأسعار إلى زيادة أسعار الديزل والبنزين على الفور بنسبة 66 – 100% وزيادة سعر الغاز الطبيعي المضغوط للحافلات بنسبة 500% في أقل من أسبوع. قاد الطلاب والنشطاء السياسيون، ومنهم نساء، والرهبان البوذيون، الاحتجاجات المختلفة، والتي اتخذت طابع حملة مقاومة سلمية، تدعى أحيانًا بالمقاومة المدنية.
ردًا على الاحتجاجات، اعتُقل عشرات المتظاهرين واحتُجزوا. ابتداءً من سبتمبر 2007، قاد الاحتجاجات آلاف الرهبان البوذيين، وسُمح باستمرار هذه الاحتجاجات حتى استؤنفت حملة القمع الحكومية في أواخر سبتمبر 2007. أشارت بعض التقارير الإخبارية إلى الاحتجاجات باسم ثورة الزعفران.
العدد الدقيق للضحايا من احتجاجات عام 2007 غير معروف، لكن التقديرات تتراوح بين 13 و31 حالة وفاة ناجمة إما عن الاحتجاجات أو أعمال الحكومة الانتقامية. قُبض على مئات الأشخاص واحتُجزوا، وأُفرج عن العديد منهم (وليس جميعهم). في نهاية المطاف، ظل الفريق أول ثان شوي في السلطة حتى تقاعد عام 2011 عن عمر ناهز 78 عامًا.

## سجل تاريخي

### معلومات أساسية
قبل احتجاجات صيف 2007، كان هناك قلق متزايد بين الشعب إزاء الضائقة الاقتصادية التي تمر بها البلاد إذ كانت تعاني من ركود في النمو الاقتصادي وصنفتها الأمم المتحدة من بين أفقر 20 دولة في العالم. أُلقى باللوم في المشكلات الاقتصادية، من قِبل الكثير ومنهم الأمم المتحدة، على قيادة المجلس العسكري وعلى نسبة الدخل القومي المُنفقة على القوات المسلحة. في أواخر عام 2006، بدأت تكلفة السلع الأساسية في الارتفاع بشكل حاد في بورما إذ ازداد سعر الأرز والبيض وزيت الطهي بنسبة 30 – 40%. وفقًا للأمم المتحدة، يعاني واحد من كل ثلاثة أطفال من سوء التغذية المزمن، والإنفاق الحكومي على الصحة والتعليم هو من بين أدنى المعدلات مقارنة بأي مكان في العالم، ومتوسط الدخل أقل من 300 دولار سنويًا. في ظل عيشهم في عالم خاص موازٍ، تبدو القوات العسكرية البورمية عمليًا «دولة داخل دولة»، بمنأى عن انعدام الأمن الاقتصادي الذي تشهده بقية البلاد. أصبح العديد من كبار جنرالات الجيش أثرياء للغاية؛ إذ شوهد في مقطع مصور من حفل زفاف ابنة الفريق أول ثان شوي، ارتداءها ماسات تقدر قيمتها بملايين الدولارات.
وفقًا لهيئة الإذاعة البريطانية، في 22 فبراير 2007، احتجت مجموعة صغيرة من الأشخاص على الوضع الحالي لأسعار المستهلك في البلاد. وإن كان الاحتجاج صغيرًا وحريصًا على ألا يُعتبر موجهًا إلى المجلس العسكري، فقد سجن المسؤولون تسعةً من المتظاهرين. كان هذا أول احتجاج شهدته رانغون منذ عقد على الأقل. وفقًا لجيف كينغستون، فقد ذكر في مقال له بعنوان «يأس بورما» أن «اليأس والخوف يشلان شعبًا يتوق إلى حياة أفضل وخاطر كثيرًا من أجل حكومة أفضل لكن دون جدوى». يوضح هذا مدى خوف البورميين من اتخاذ فعلٍ في عام 2007. ليس ذلك فحسب، بل ذكر كينغستون أيضًا أن «حملة القمع الوحشية السابقة في عام 1988 – عندما قُتل ما لا يقل عن ثلاثة آلاف متظاهر وسُجن وعُذب آلاف آخرون – قد أحرقت مكانًا في الذاكرة الشعبية».
من بين الشخصيات البارزة أو الرمزية التي ظهرت في هذه الأحداث:
- الفريق أول ثان شوي، القائد العام للقوات المسلحة الميانمارية.
- أونغ سان سو كي،  شخصية معارضة بورمية وحائز على جائزة نوبل للسلام عام 1991.
- كينجي ناغاي، مصور صحفي ياباني، قُتل خلال الاحتجاجات.
- زارغانار، ممثل كوميدي ومتظاهر بورمي.
- يو غامبيرا، زعيم الرهبان البوذيين المعارضين.

### أبريل 2007
اعتقل المجلس العسكري ثمانية أشخاص يوم الأحد، 22 أبريل 2007، إذ كانوا مشاركين في تظاهر غير مألوف في إحدى ضواحي يانغون وسط حملة قمع عسكرية متزايدة تجاه المتظاهرين. نظمت مجموعة من نحو عشرة محتجين يحملون لافتات ويرددون الشعارات صباح يوم الأحد في بلدة ثينغانغيون في يانغون، مطالبين بتخفيض الأسعار وبتحسين الصحة والتعليم وخدمات المرافق العامة. انتهى الاحتجاج بسلام بعد نحو 70 دقيقة، لكن رجال شرطةٍ في ثياب مدنية أخذوا ثمانية متظاهرين على مرأى نظر 100 متفرج. حمل المتظاهرون لافتات كُتب عليها «فلتُخفض أسعار السلع الاستهلاكية». كان من بين المعتقلين أشخاص شاركوا في احتجاج وسط مدينة يانغون في 22 فبراير 2007. كان ذلك الاحتجاج من أوائل المظاهرات في السنوات الأخيرة للاعتراض على سوء الإدارة الاقتصادية للمجلس العسكري وليس على حقه القانوني في الحكم.
أعلنت الحكومة العسكرية عزمها على قمع ناشطي حقوق الإنسان هؤلاء، وفقًا لتقرير نُشر في 23 أبريل 2007 في الصحافة الرسمية للبلاد. جاء هذا الإعلان، الذي غطى صفحة كاملة من الصحيفة الرسمية، إثر النداءات التي وجهتها مجموعات الدفاع عن حقوق الإنسان، ومنهم منظمة العفو الدولية من مقرها في لندن، إلى السلطات للتحقيق في هجمات العنف الأخيرة على ناشطين حقوقيين في البلاد.
نُقل عضوان من جمعية المدافعين عن حقوق الإنسان وراعييها، مونغ ماونغ لاي، 37 عامًا، ومينت نينغ، 40 عامًا، إلى المستشفى بسبب إصابات في الرأس بعد هجمات شنها أكثر من 50 شخصًا حين كان الاثنان يعملان في بلدة هينثادا، دائرة إيراوادي، في منتصف أبريل. في يوم الأحد، 22 أبريل 2007، قُبض على ثمانية أشخاص من قِبل رجال شرطة يرتدون ملابس مدنية وأعضاء من اتحاد التضامن والتنمية الموالي للمجلس العسكري وبيثو سوان آر شين (مجموعة شبه عسكرية)، أثناء تظاهرهم سلميًا في إحدى ضواحي يانغون. وكان المتظاهرون الثمانية يطالبون بتخفيض أسعار السلع الأساسية وتحسين الرعاية الصحية وتحسين خدمات المرافق. تعرض هتين كياو، 44 عامًا، أحد الثمانية الذين شاركوا أيضًا في مظاهرة سابقة في أواخر فبراير في وسط مدينة يانغون، للضرب على أيدي غوغائيين، وفقًا لمصادر كانت في مكان الاحتجاج.
ظهرت تقارير من ناشطي المعارضة تقول أن السلطات وجهت الشرطة وغيرها من الجهات العميلة للحكومة للتعامل بقسوة مع أي إشارة على الاضطراب في يانغون. قالت مجموعة طلاب جيل 88 في بيان لها: «هذا يثبت أنه لا توجد سيادة للقانون [في بورما]». [الاثنين 23 أبريل 2007] «نحث السلطات بجدية على منع العنف في المستقبل وضمان سلامة كل مواطن».

### أغسطس 2007 – رفع الدعم عن الوقود
في 15 أغسطس 2007، ألغت الحكومة دعمها عن الوقود مما تسبب في زيادة سريعة وغير معلن عنها في الأسعار. رفعت الحكومة، التي تحتكر مبيعات الوقود، الأسعار من نحو 1.40 دولار إلى 2.80 دولار للغالون الواحد، ورفعت سعر الغاز الطبيعي بنحو 500%. أدت هذه الزيادة في أسعار الوقود إلى ارتفاع أسعار المواد الغذائية. بعد ذلك بوقت قصير، خرج المتظاهرون إلى الشوارع للاحتجاج على الأوضاع الجارية.
في حين أن صندوق النقد الدولي والبنك الدولي كانا يوصيان برفع الدعم لبعض الوقت للسماح للسوق الحرة بتحديد أسعار الوقود، إلا أن هذه المنظمات لم توصي بإزالة جميع أشكال الدعم غير المعلنة. يُباع الوقود من قِبل شركة ميانما للنفط والغاز، وهي شركة نفط مملوكة للدولة.

### أغسطس 2007 – المظاهرات الأولى
ردًا على ارتفاع أسعار المحروقات، احتج المواطنون في مظاهراتٍ بدأت في 19 أغسطس. وردًا على الاحتجاجات، بدأت الحكومة في اعتقال وضرب المتظاهرين. اعتقلت الحكومة 13 معارضًا بارزًا في بورما منهم مين كو ناينج، وكو كو جيي، ومين زيا، وكو جيمي، وبيون تشو، وأرنت بوي كياو، وكو ميا آي. ذكرت صحيفة ضوء ميانمار الجديد الحكومية أن تصرفات هؤلاء الأفراد تسببت في اضطرابات مدنية إذ «كانت تهدف إلى تقويض السلام والأمن في الدولة وتعطيل المؤتمر الوطني الجاري». أدانت الولايات المتحدة اعتقال هؤلاء المعارضين في 22 أغسطس إذ صرح وكيل المتحدث باسم وزارة الخارجية بأن «الولايات المتحدة تدعو إلى الإفراج الفوري عن هؤلاء الناشطين وإلى إنهاء محاولة النظام الصارخة في ترهيب وإسكات المنخرطين في الترويج السلمي للديمقراطية وحقوق الإنسان في بورما... ندعو النظام إلى الدخول في حوار هادف مع قادة الحركة الديمقراطية في بورما ومجموعات الأقليات الاثنية واتخاذ خطوات ملموسة نحو الانتقال إلى حكم ديمقراطي مدني».
في 21 – 22 أغسطس 2007، اعتقلت السلطات المحلية المشاركين في احتجاجات 19 أغسطس. فُتشت منازلهم دون أمر قضائي. كان من الممكن أن يُحكم على هؤلاء المتظاهرين بالسجن لمدة تصل إلى عام؛ بموجب القانون 96/5، المستخدم لإدانة أولئك الذين يخلون باستقرار الدولة.